# خداستیزی
خداستیزی یا آنتی‌تئیسم، نوعی جهان‌بینی است که به نفی ادعای وجود خدا می‌پردازد و با استدلال به مخرّب بودن خداباوری، با باور به وجود خدا، مقابله می‌کند. این اصطلاح معانی گسترده‌ای را شامل می‌گردد. در ادبیّات سکولار، به مخالفت مستقیم با هرگونه اعتقاد به پرستش، عبارت "ضدّ خدایی" گفته می‌شود. 

## مخالفت با دیدگاه‌های دینی و مذهبی
فرهنگ لغت آکسفورد واژهٔ آنتی‌تئیست را به این صورت تعریف می‌نماید: «شخصی که با باور به وجود خدا مخالف است». تعریف پیشین از این واژه مربوط به سال ۱۸۳۳ می‌باشد. مطابق آن تعریف آنتی‌تئیسم به افرادی گفته می‌شود که دیدگاه‌های دینی و مذهبی یا همان تئیسم را به عنوان یک نوع رفتار خطرناک، مخرّب و مضر می‌دانستند.

## مخالفت با اعتقاد به خدا
تعریفهای دیگری از واژهٔ آنتی‌تئیسم وجود دارد. به عنوان مثال:
- تعریف فیلسوف کاتولیک فرانسوی ژاک ماریتن (۱۹۵۳): «یک مبارزهٔ فعال در برابر هر چیزی که خدا را به ما یادآوری می‌کند.»
- تعریف رابرت فلینت استاد الهیات دانشگاه ادینبرو در سخنرانی بیرد با عنوان تئوری‌های خداستیزانه، در سال ۱۸۷۷:[۲] «او واژهٔ آنتی‌تئیسم را برای مواردی برای افکار و ایدئولوژی‌هایی به کار می‌برد که در برابر دیدگاه‌های مذهبی نگرشی بی‌طرفانه و ندانم گرایانه اتخاذ می‌نمایند.»

## کاربردهای دیگر
استفادهٔ دیگر از اصطلاح آنتی‌تئیسم توسط کریستوفر نیو توسط انجام یک آزمایش به چاپ رسیده در سال ۱۹۹۳ متداول گردید. در این مقاله، او فرض وجود یک خدای شرور را به تصویر کشید: «خداستیزان، همانند خداباوران به وجود یک قادر و دانای مطلق و همچنین خالق جاودان معتقد هستند، با این حال در حقیقت خداباوران معتقد هستند که خداوند متعال بی‌نهایت خوب و خیرخواه است و خداستیزان معتقدند که او بی‌نهایت شرور و بد می‌باشد.»

## لغت‌شناسی
کلمهٔ آنتی‌تئیسم (و یا آنتی‌ته-ایسم) از سال ۱۷۸۸ در زبان انگلیسی وارد شده‌است. ریشه‌های لغت‌شناسی این کلمه موید ریشه یونانی آن هستند (آنتی+تئوس).